# Nymphon vulcanellum
Nymphon vulcanellum is een zeespin uit de familie Nymphonidae. De soort behoort tot het geslacht Nymphon. Nymphon vulcanellum werd in 1992 voor het eerst wetenschappelijk beschreven door Stock. 